# Priorij Saint-Georges van Hesdin

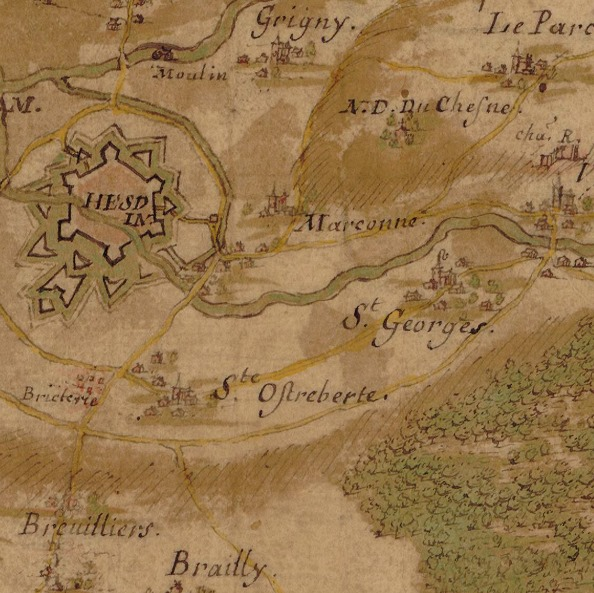
Ligging van de priorij Saint-Georges in de achttiende eeuw

De priorij van Saint-Georges is een voormalige priorij gelegen in het voormalige dorp Vieil-Hesdin, in het Franse département Nord-Pas-de-Calais. De priorij werd opgericht in 1094 door Enguerrand, de achtste graaf van Hesdin en werd gebouwd op de grondvesten van een verlaten kapel. De moederabdij van Hesdin was de abdij van Anchin in het bisdom Terwaan. We weten veel over deze priorij dankzij het document Liber traditionum.

## Ontstaan van de priorij
De priorij van Saint-Georges werd in 1094 gesticht door de monniken van de abdij van Anchin. Dit nadat graaf Enguerrand, zijn vrouw en zijn vazallen een verlaten kapel overdroegen aan hen. Deze verlaten kapel werd in leen gehouden door graaf Enguerrand van de bisschop van Terwaan. De priorij werd gewijd aan de heilige Joris, die destijds populair was bij de Vlaamse elite. Door deze stichting kreeg de handelsstad Hesdin een nieuw religieus centrum. De priorij was vanaf het begin aangepast aan de schaal van de samenleving van Hesdin en werd gesteund door de plattelandsbevolking. In ca. 1100 schonk de abt van Anchin een relikwie van de arm van Sint-Joris, wat voor meer financiële ondersteuning zorgde.

## Relatie met de abdij van Anchin
De priorij van Saint-George was ondergeschikt aan haar moederabdij Anchin in Frankrijk, dicht bij Pecquencourt. Anchin, een rijke benedictijnenabdij, superviseerde meerdere dochterkloosters, inclusief Saint-George, waar het toezicht hield op religieuze en administratieve zaken. Anchin behield een toezicht op Saint-George, handhaafde kloosterrichtlijnen en bood ondersteuning aan de dochter priorij. De abdij van Anchin werd doelbewust gekozen als moederabdij. Het was succesvol omdat het een invloedrijke abdij was en het veel bezittingen had in de regio. Bovendien leidde Anchin in de vernieuwing van het Benedictijnse kloosterleven.

## Liber traditionum
Liber traditionum, een authentieke bron afkomstig van de priorij, die zowel formele als informele teksten bevat die dateren van 1094 tot het midden van de jaren 1180. De inhoud bevat economische transacties en conflicten, vaak gerelateerd tot die transacties, met de seculiere wereld. Het liber traditionum biedt een waardevolle kijk op de interne werking van monastieke instellingen en draagt bij aan de voorstelling van de economische en politieke werking van de priorij.

## Schenkingen aan de priorij Saint-Georges
De priorij van Hesdin verkreeg diverse stukken land, gebouwen en geld via schenkingen van lokale edelen, zoals Wido van Herly en zijn echtgenote Mathilde. In 1111 schonken Wido en Mathilde, tijdens de inwijding van de kerk van St. George, aanzienlijke bezittingen aan de monniken, waaronder de tienden van Azincourt en landgoederen in Azincourt en Vaulx. Mathilde's latere schenking op haar sterfbed omvatte onder andere een molen in Aubin-Saint-Vaast en tienden in Fontaine-l'étalon. De monniken waren bedreven in het creëren van een gunstig klimaat voor deze schenkingen, waarbij ze rituele handelingen zoals de inwijding van de kerk gebruikten om de sociale en symbolische waarde van deze schenkingen te vergroten. 